# Rally Liepāja de 2016
El Rally Liepāja de 2016, oficialmente 4. Rally Liepāja, fue la cuarta edición y la novena ronda de la temporada 2016 del Campeonato de Europa de Rally. Se celebró del 16 al 18 de septiembre y contó con un itinerario de trece tramos sobre tierra que sumaban un total de 203,60 km cronometrados.
El ganador de la prueba fue el local Ralfs Sirmacis quien se convirtió en profeta en su tierra y además logró su tercera victoria de la temporada. Fue acompañado en el podio por el ruso, Alexey Lukyanuk y por el estonio Siim Plangi.
Con el cuarto puesto conseguidó en esta prueba, el polaco Kajetan Kajetanowicz defendió con éxito su título y además se convirtió en el duodécimo piloto en conseguir un bicampeonato europeo.

## Itinerario
| Día                      | Tramo | Nombre                         | Distancia | Ganador de la etapa | Automóvil               | Tiempo  | Líder de la general |
| ------------------------ | ----- | ------------------------------ | --------- | ------------------- | ----------------------- | ------- | ------------------- |
| Día 1 (17 de septiembre) | SS1   | Kuldīga (Padure) 1             | 12.70 km  | Ralfs Sirmacis      | Škoda Fabia R5          | 6:33.1  | Ralfs Sirmacis      |
| Día 1 (17 de septiembre) | SS2   | Castrol Edge Supercar (Īvande) | 17.89 km  | Ralfs Sirmacis      | Škoda Fabia R5          | 9:07.6  | Ralfs Sirmacis      |
| Día 1 (17 de septiembre) | SS3   | Neste (Alsunga) 1              | 28.75 km  | Ralfs Sirmacis      | Škoda Fabia R5          | 13:59.7 | Ralfs Sirmacis      |
| Día 1 (17 de septiembre) | SS4   | Neste (Alsunga) 2              | 27.40 km  | Ralfs Sirmacis      | Škoda Fabia R5          | 12:55.4 | Ralfs Sirmacis      |
| Día 1 (17 de septiembre) | SS5   | Kuldīga (Padure) 2             | 12.70 km  | Ralfs Sirmacis      | Škoda Fabia R5          | 6:28.4  | Ralfs Sirmacis      |
| Día 1 (17 de septiembre) | SS6   | Great Amber (asfalt) 1         | 1.67 km   | Alexey Lukyanuk     | Mitsubishi Lancer Evo X | 1:26.6  | Ralfs Sirmacis      |
| Día 1 (17 de septiembre) | SS7   | Great Amber (asfalt) 2         | 1.67 km   | Alexey Lukyanuk     | Mitsubishi Lancer Evo X | 1:24.6  | Ralfs Sirmacis      |
| Día 2 (18 de septiembre) | SS8   | Vivus.lv (Podnieki) 1          | 10.29 km  | Ralfs Sirmacis      | Škoda Fabia R5          | 5:37.5  | Ralfs Sirmacis      |
| Día 2 (18 de septiembre) | SS9   | Liepāja Iedvesmo (Tebra) 1     | 17.07 km  | Ralfs Sirmacis      | Škoda Fabia R5          | 8:46.3  | Ralfs Sirmacis      |
| Día 2 (18 de septiembre) | SS10  | NPK Expert (Vecpils) 1         | 23.05 km  | Ralfs Sirmacis      | Škoda Fabia R5          | 11:22.4 | Ralfs Sirmacis      |
| Día 2 (18 de septiembre) | SS11  | Vivus.lv (Podnieki) 2          | 10.29 km  | Ralfs Sirmacis      | Škoda Fabia R5          | 5:31.3  | Ralfs Sirmacis      |
| Día 2 (18 de septiembre) | SS12  | Liepāja Iedvesmo (Tebra) 2     | 17.07 km  | Ralfs Sirmacis      | Škoda Fabia R5          | 8:39.3  | Ralfs Sirmacis      |
| Día 2 (18 de septiembre) | SS13  | Blue Shock Race (Vecpils) 2    | 23.05 km  | Ralfs Sirmacis      | Škoda Fabia R5          | 11:16.9 | Ralfs Sirmacis      |
| Fuente:ewrc-results.com  |       |                                |           |                     |                         |         |                     |

## Clasificación final
| Pos.                     | Piloto               | Copiloto             | Automóvil                | Equipo                        | Tiempo    | Puntos |
| ------------------------ | -------------------- | -------------------- | ------------------------ | ----------------------------- | --------- | ------ |
| 1                        | Ralfs Sirmacis       | Arturs Šimins        | Škoda Fabia R5           | Sports Racing Technologies    | 1:43:11.2 | 25     |
| 2                        | Alexey Lukyanuk      | Roman Kapustin       | Mitsubishi Lancer Evo X  | Alexey Lukyanuk               | +1:04.3   | 18     |
| 3                        | Siim Plangi          | Marek Sarapuu        | Mitsubishi Lancer Evo X  | ASRT Rally Team               | +1:48.3   | 15     |
| 4                        | Kajetan Kajetanowicz | Jarosław Baran       | Ford Fiesta R5           | Lotos Rally Team              | +2:25.7   | 12     |
| 5                        | Raimonds Kisiels     | Arnis Ronis          | Škoda Fabia R5           | TGS Worldwide OU              | +5:03.7   | 10     |
| 6                        | Māris Neikšāns       | Anrijs Jesse         | Mitsubishi Lancer Evo IX | Neiksans Rally Spor           | +5:53.9   | 8      |
| 7                        | Martinš Svilis       | Ivo Pūķis            | Mitsubishi Lancer Evo X  | Martinš Svilis                | +5:54.1   | 6      |
| 8                        | Tomasz Kasperczyk    | Damian Syty          | Ford Fiesta R5           | Tiger Energy Drink Rally Team | +6:52.1   | 4      |
| 9                        | Dávid Botka          | Péter Szeles         | Citroën DS3 R5           | Botka Rallye Team             | +6:52.6   | 2      |
| 10                       | Vytautas Švedas      | Žilvinas Sakalauskas | Mitsubishi Lancer Evo IX | Všļ Čapkausko autosportas     | +7:02.9   | 1      |
| Fuente: ewrc-results.com |                      |                      |                          |                               |           |        |